# Neurónio espelho
Um neurónio espelho (português europeu) ou neurônio espelho (português brasileiro), também conhecido como célula-espelho, é um neurônio que dispara tanto quando um animal realiza um determinado ato, como quando observa outro animal (normalmente da mesma espécie) a fazer o mesmo ato. Desta forma, o neurônio imita o comportamento de outro animal como se estivesse ele próprio a realizar essa ação. Estes neurônios já foram observados de forma direta em primatas, também existe em humanos e alguns pássaros.
A neuroanatomia dos neurônios espelho, relacionados ao sistema motor e imitação, envolve duas principais redes neurais. Uma delas compreende o lobo parietal, o córtex pré-motor e a parte caudal do giro frontal inferior. A outra rede é formada pela ínsula e o córtex frontal medial anterior. Concentraremos nossa atenção na primeira rede, relacionada à aprendizagem por observação e imitação.
Essa primeira rede segue uma organização hierárquica no córtex pré-motor ventral, onde a representação dos movimentos motores das pernas ocorre na área dorsal, os gestos faciais na área ventral e os movimentos manuais têm uma distribuição intermediária. A observação de atos motores gera ativações específicas no córtex parietal, dependendo do tipo de ação observada, como atos transitivos ou intransitivos.
O sistema de neurônios espelho permite que o observador imagine o ato motor que está sendo observado no córtex pré-motor e coordena essa atividade com o lobo parietal. Essa atividade é influenciada pela experiência do observador no comportamento em questão.
A ativação do sistema de neurônios espelho segue uma sequência durante a observação, começando no lobo occipital, passando pelo sulco temporal superior, lobo parietal inferior, giro frontal inferior e, finalmente, o córtex motor primário. As áreas frontais ativadas computam as metas da ação, enquanto a atividade parietal corresponde à ativação das representações motoras dos atos observados.
Em resumo, o sistema de neurônios espelho é fundamental para a aprendizagem por imitação, e a ativação desse sistema é influenciada pela experiência do observador. Ele desempenha um papel importante na representação de ações observadas e na coordenação entre áreas cerebrais envolvidas na compreensão e execução de ações. 
O sistema de neurônios espelho não é um módulo isolado, mas sim um mecanismo intrínseco à maioria das áreas relacionadas aos movimentos motores. Sua importância vai além das lesões focais, sendo evidente em transtornos do desenvolvimento neurológico e lesões no lobo frontal.
O papel crucial do neurônio espelho, localizado na região de pars opercularis do IFG, durante o ato de imitação, entende-se que as regiões parietal e frontal desempenham um papel fundamental, estendendo-se para além da rede de neurônios clássica. Essas áreas são consideradas cruciais para o processo de imitação, isso acontece quando uma ação é realizada ao mesmo tempo em que uma ação semelhante ou idêntica é passivamente observada. Mas antes de entrarmos em detalhes vamos entender melhor o que essa região aonde eles estão localizados e atuam em nosso cérebro.
O giro frontal inferior, ou giro de Broca é uma das convoluções do córtex cerebral humano, localizada abaixo do sulco frontal inferior e estendendo-se para frente a partir do sulco pré-central. É delimitado anteriormente pela fissura lateral ou fissura de Sylvius. Pode ser dividido em três partes distintas: O pars opercularis, atrás do membro ascendente anterior; o pars triangularis, entre os ramos ascendentes e horizontais; e o pars orbitalis, abaixo do ramo horizontal anterior da fissura.
O limite caudal do pars opercularis é o sulco pré-central inferior, e seu limite rostral é o ramo anterior ascendente da fissura lateral. Às vezes, um sulco adicional, o sulco diagonal, é identificado nos pars opercularis, que pode permanecer separado ou se mesclar com o sulco ascendente.
Por outro lado, existem autores que dividiram o giro frontal inferior em uma parte posterior e uma anterior. Embora seja verdade que se pode dizer que esse sulco pode continuar, ventralmente, quase até a margem lateral da região frontal orbital, isso pode resultar em uma impressão falsa como resultado da fusão da parte anterior do sulco frontal inferior com um sulco diferente que frequentemente forma a extremidade anterior do pars triangularis.
Análises conduzidas em indivíduos diagnosticados com Transtorno do Espectro Autista (TEA) têm evidenciado modificações significativas na atividade dos neurônios-espelho, com destaque para regiões específicas do cérebro,  como o giro frontal inferior, por exemplo, a ínsula e o córtex cingulado. Tais alterações parecem desempenhar um papel crucial na explicação da dificuldade desses indivíduos em compreender as intenções alheias e experimentar empatia, em contraposição ao que é observado em sujeitos sem TEA.
Condicionalmente, em contextos relacionados a distúrbios neurológicos, investigações realizadas em pacientes que apresentam lesões no lobo pré-frontal, englobando o giro frontal inferior, frequentemente revelaram um déficit na capacidade de inibição de respostas. Sugere-se a presença de um mecanismo inibitório localizado centralmente, com ênfase na supressão de respostas consideradas irrelevantes, sendo que esta inibição é, predominantemente, atribuída ao giro frontal inferior direito.
Alguns cientistas consideram este tipo de células uma das descobertas mais importantes da neurociência da última década, acreditando que estes possam ser de importância crucial na imitação e aquisição da linguagem. No entanto, apesar de este ser um tema popular, até à data presente, nenhum modelo computacional ou neural plausível foi proposto como forma de descrever como é que a atividade dos neurónios espelhos suportam atividades cognitivas como a imitação.

## Ligações Externas
- On Mirror Neurons or Why It Is Okay to be a Couch Potato
- NOVA scienceNOW: Neurónios espelho (inclui um pequeno segmento vídeo de 14 minutos) (em inglês)
- Interdisciplines: O que significa neurónio espelho? (conferência online sobre as aplicações teóricas dos neurónios espelho) (em inglês)
- Revisões sobre Neurociência e Bio comportamento (em inglês)
- Artigo da LiveScience sobre os neurónios espelho na leitura da mente (em inglês)
- Primers de neurónios espelho (em inglês)
- Sistema de Neurônios Espelho: função, disfunção e propostas de reabilitação (neuronup.com.br)

1. ↑  «Sistema de Neurônios Espelho: função, disfunção e propostas de reabilitação». neuronup.com.br. 1 de março de 2021. Consultado em 27 de setembro de 2023
2. ↑  «Convoluções». Dicio. Consultado em 25 de setembro de 2023